# UFC Fight Night: Rivera vs. Moraes
UFC Fight Night: Rivera vs. Moraes fue un evento de artes marciales mixtas organizado por Ultimate Fighting Championship que se llevó a cabo el 1 de junio de 2018 en el Adirondack Bank Center en Utica, Nueva York.

## Historia
El evento estelar contó con un combate de peso gallo entre Jimmie Rivera y el excampeón de WSOF Marlon Moraes.
Se esperaba que Bryan Barberena se enfrentara a Jake Ellenberger en el evento. Sin embargo, el 23 de marzo, Barberena se retiró debido a una lesión. Fue reemplazado por Ben Saunders.
El ganador peso wélter de The Ultimate Fighter: Brazil 2, Leonardo Santos tenía previsto enfrentar a Nik Lentz en el evento. Sin embargo, el 28 de abril, se informó que Santos fue retirado del evento debido a una lesión en la mano. Fue reemplazado por David Teymur.
Se esperaba que Niko Price se enfrentara a Belal Muhammad en el evento. Sin embargo, Price fue retirado de la pelea el 22 de mayo por razones no reveladas y reemplazado por el debutante en la promoción Chance Rencountre.
Se esperaba que Héctor Sandoval se enfrentara a Jarred Brooks en el evento. Sin embargo, Sandoval fue retirado de la pelea el 22 de mayo por razones no reveladas y fue reemplazado por el debutante en la promoción José Torres.

## Premios extra
Cada peleador recibió un bono de $50,000.
- Pelea de la Noche: No acordado
- Actuación de la Noche: Marlon Moraes, Gregor Gillespie, Ben Saunders, y Nathaniel Wood